# Nguyễn Hồng Vân
Nguyễn Hồng Vân (sinh ngày 21 tháng 9 năm 1962) là một chính trị gia người Việt Nam. Ông hiện là đại biểu Quốc hội Việt Nam khóa 14 nhiệm kì 2016-2021, thuộc đoàn đại biểu Quốc hội tỉnh Phú Yên, Phó Trưởng Đoàn chuyên trách Đoàn đại biểu Quốc hội tỉnh Phú Yên, Ủy viên Ủy ban Quốc phòng và An ninh của Quốc hội. Ông lần đầu trúng cử đại biểu Quốc hội năm 2016 ở đơn vị bầu cử số 2, tỉnh Phú Yên gồm có thành phố Tuy Hòa, thị xã Sông Cầu và các huyện: Đồng Xuân, Tuy An.

## Xuất thân
Nguyễn Hồng Vân quê quán ở thị trấn Chí Thạnh, huyện Tuy An, tỉnh Phú Yên.
Ông hiện cư trú ở số 139 Hàm Nghi, phường 5, thành phố Tuy Hòa, tỉnh Phú Yên.

## Giáo dục
- Giáo dục phổ thông: 12/12
- Cao đẳng Sư phạm
- Cử nhân đại học Luật
- Cử nhân lí luận chính trị

## Sự nghiệp
Ông gia nhập Đảng Cộng sản Việt Nam vào ngày 20/11/1985.
Khi lần đầu ứng cử đại biểu Quốc hội Việt Nam khóa 14 vào tháng 5 năm 2016 ông đang là Tỉnh ủy viên, Bí thư
Đảng ủy khối các cơ quan tỉnh Phú Yên, làm việc ở Đảng ủy khối các cơ quan tỉnh Phú Yên, có bằng Cử nhân lí luận chính trị.
Ông đã trúng cử đại biểu Quốc hội năm 2016 ở đơn vị bầu cử số 2, tỉnh Phú Yên gồm có thành phố Tuy Hòa, thị xã Sông Cầu và các huyện: Đồng Xuân, Tuy An, được 231.467 phiếu, đạt tỷ lệ 68,68% số phiếu hợp lệ.
Ông hiện là Tỉnh ủy viên, Phó Trưởng Đoàn chuyên trách Đoàn đại biểu Quốc hội tỉnh Phú Yên, Ủy viên Ủy ban Quốc phòng và An ninh của Quốc hội.
Ông đang làm việc ở Đảng ủy khối các cơ quan tỉnh Phú Yên.